# Якушкин, Павел Иванович
Павел Иванович Яку́шкин (14 [26] января 1822, Орловская губерния — 8 [20] января 1872, Самара) — российский писатель-этнограф, собиратель народных песен, присловий, загадок и побасёнок.

## Детство и юность
Двоюродный брат декабриста Ивана Дмитриевича Якушкина. Родился в 1822 году в усадьбе Сабурово Малоархангельского уезда Орловской губернии (ныне Покровского района Орловской области) в зажиточной дворянской семье. Отец его, Иван Андреевич, служил в гвардии, вышел в отставку поручиком и жил постоянно в деревне, где и женился на крепостной крестьянке Прасковье Фалеевне. После его смерти семья осталась на руках матери, которая пользовалась общим уважением. При этом она была опытной хозяйкой, поэтому имение, оставшееся после мужа, не только не расстроилось, но и было приведено в наилучшее состояние. Благодаря этому Прасковья Фалеевна имела возможность воспитать шестерых сыновей в Орловской гимназии и затем трём из них (Александру, Павлу и Виктору) открыть дорогу к высшему образованию.
Постигнув в родительском доме грамоту и усвоив «начатки наук», Якушкин поступил в Орловскую гимназию, где обращал на себя внимание своей мужиковатостью, небрежностью в костюме и полным неумением соблюдать интеллигентную, благопристойную и сообразную с дворянским званием внешность. Особенно своими непослушными вихрами «убивал он господина директора», и как ни стригли эти вихры, они постоянно торчали во все стороны, к ужасу начальства, которому неприятно было возиться с волосами Якушкина и потому ещё, что каждый раз при пострижении он «грубо оправдывался такими мужицкими словами, что во всех классах помирали со смеху». Таким образом, страсть к простонародности формировалось у Якушкина ещё в школе, и учитель немецкого языка Функендорф не иначе называл его, как «мужицка чучелка».
В 1840 году Якушкин поступил на физико-математический факультет Московского университета, слушал его до 4-го курса, но университета не окончил, так как факультет не соответствовал желаниям и призванию, а также из-за увлечения совершенно другим родом занятий, которое сделало его имя известным в литературе и обществе. Он был учителем в уездных училищах в Богодухове, потом в Обояни Харьковского учебного округа, но и в том и в другом был недолго и неудачно.

## Странствия
Знакомство с М. П. Погодиным и ещё более с П. В. Киреевским увело его совсем на другую дорогу. Узнав, что Киреевский собирает народные песни, Якушкин записал одну и отправил к нему с товарищем, нарядившимся лакеем. Киреевский выдал за эту песню 15 рублей ассигнациями. Якушкин вскоре повторил ещё два раза этот опыт и получил от Киреевского приглашение познакомиться. Песни были неподдельного народного творчества. Чуткий к способностям Якушкина, Киреевский на собственный счёт задал ему работу, которая пришлась ему столь по душе, что заставила его бросить университет: а именно отправил его для исследования в северные поволжские губернии. Якушкин взвалил на плечи лубочный короб, набитый офенским товаром, ценностью не больше десяти рублей, взял в руки аршин и пошёл под видом сумошника на исследование народности и для изучения и записывания песен. Взятый товар, подобранный больше в расчёте на слабое девичье сердце, предназначался не на продажу, а на обмен на песни и на подходящий этнографический материал. И с тех пор всю жизнь пространствовал Якушкин, признав способ пешего хождения самым удобным и обязательным для себя, хотя трудность и опасность пути связаны были с большими испытаниями и лишениями. Образ странника был любезен и дорог Якушкину сколько по привычке, столько же и по исключительности положения в среде народа, где страннику, захожему человеку, велик почёт и уважение. С особенной любовью вспоминал он и рассказывал о тех случаях, когда его покормили молочком, яичницу сделали, как около Новгорода попал он на рыбные тони, где отобрали ему ловцы самой лучшей крупной рыбы на уху, или в другом месте старушка дала страннику копеечку на дорогу; как случалось попадать ему на большие угощения, где его иной раз сажали на почётные места в переднем углу, но нигде денег не брали. Даровое угощение было кстати Якушкину, так как он всегда ходил со скудными денежными запасами. «Выход Якушкина (в сороковых годах) был новый, — говорит его биограф[кто?], — никто до него таковых путей не прокладывал. Приёмам учиться было негде; никто ещё не дерзал на такие смелые шаги, систематически рассчитанные, и на дерзостные поступки — встречу глаз на глаз с народом. По духу того времени затею Якушкина можно считать положительным безумием, которое по меньшей мере находило себе оправдание лишь в увлечениях молодости. Решившись собирать подлинные песни, далеко не ребёнком, а под тридцать лет, Якушкин делал крупный литературный шаг, сам того не подозревая, и, во всяком случае, торил тропу, по которой ходить другим было уже несколько легче». Первое путешествие Якушкина окончено было благополучно, и прогулка без препятствий оставила лишь самое благоприятное впечатление, разманила, завлекла и обещала наибольшие успехи ввиду приобретённых приёмов и практики.
По возвращении из похода в Москву Якушкин через М. П. Погодина сделался известен славянофилам. Знакомство с этим кружком было причиной того, что Якушкин сделался сам славянофилом, но не в том узком смысле, как понимала это наша критика: он вынес искреннюю любовь и твёрдую веру в честную, даровитую натуру великорусского племени и в широту его мирового призвания; он полюбил его настолько, что всю жизнь потом оставался за него работником, ходатаем и заступником. После первого путешествия Якушкин пошёл во второй, третий и, кажется, четвёртый поход, и опять под защитой коробка и под видом мелочного торговца.
В одно из таких странствий Якушкин заразился натуральной оспой, заболел и свалился в первом попавшемся деревенском углу; здоровая натура его, однако, выдержала болезнь, несмотря на все неблагоприятные условия: отсутствие врача и всякой целесообразной помощи. Зато лицо его было сильно изуродовано, и Якушкину не раз приходилось потом платиться за это случайное несчастие от тех людей, которые по лицу привыкли составлять впечатление. Опушённое длинной бородой, при длинных волосах, оно иногда пугало женщин и детей при уединённых встречах и возбуждало подозрительность в полицейских. Сам Якушкин простодушно сознавался всем, что первыми неприятными столкновениями он обязан был именно подозрительности своей физиономии, что в действительности она из таких, которые не находят невест, но очень удобно приобретают врагов.
Подозрительность физиономии Якушкина усиливалась к тому же необыкновенным костюмом его, полукрестьянским-полумещанским: очки (по крайней близорукости), при крестьянском платье совершенно необычные; парадным платьем его на выход была чёрная суконная поддёвка и высокие сапоги с напуском, без галош; в дорогу же сверху надевался полушубок, подаренный каким-нибудь добрым приятелем. Сначала водилась сумка, потом завелся чемоданчик, но он был потерян и сменился раз и навсегда узелком из подручного платка. В узелке этом между бельём хранилось несколько листков исписанной бумаги, нечитанная книжка, карандашик от случайно подвернувшегося человека; на случай частное письмо редакции «Русской беседы», предложение Географического общества, членом-корреспондентом которого он состоял, и паспорт. Но паспорт был скоро утерян, утеряно было и удостоверение местного станового об этой потере. Один из братьев выхлопотал ему копию с этого удостоверения. Якушкин и её потерял; взята была копия с копии. Этот же документ и служил для удостоверения его личности, который вместе с тем и был главным источником всех недоразумений, встречавшихся с Якушкиным во время странствий, неприятностей, осмотров, задержек, арестов и высылок.
Одним из самых крупных приключений был наделавший немало шума арест его псковской полицией в лице её полицмейстера Гемпеля. Якушкин был посажен в «кутузку», в которой и просидел до 2-х недель. Это приключение, подробно описанное самим Якушкиным в письме к редактору «Русской беседы», наделало в те горячие годы много шуму, вызвало печатную полемику Якушкина с Гемпелем, журнальные толки, официальные разъяснения и прочее; это был первый по времени гласный протест против полицейского произвола. Замечательно, что когда эта история кончилась, Якушкин был в приятельских отношениях с Гемпелем и впоследствии с кротостью отзывался о нём, не памятуя зла и не ставя его в вину и осуждение.

## Характер и взгляды
К обидам и огорчениям Якушкин был мало чувствителен. Когда его обижали, говорил про обидчика: «Стало быть, так надо. Видно, он лучше меня про то знает, если говорит мне прямо в глаза». Так же хладнокровно встречал он неудачи, невзгоды и промахи. Когда ему старались внушить, что он сам в чём-нибудь виноват, и спрашивали, зачем он это сделал, он добродушно отвечал на это: «Чтобы смешнее было». Всегда хладнокровен, всегда беззаботен, счастлив и доволен собой, он словно был не от мира сего, словно и втолкнулся-то он в него случайностью рождения и удерживался задачей призвания. Он был беспечен до того, «как будто надеялся жить вечно, а жить торопился так, как будто предстояло ему умереть завтра». К друзьям он смело и уверенно приходил во всякое время, не справляясь с часами дня и ночи, но, придя на ночлег, ни за что не ложился на предлагаемую кровать или кушетку, а располагался на полу, где-нибудь в уголку, подложивши под голову полено. Его бескорыстие  доходило до отсутствия всякой собственности. О денежных вознаграждениях за печатный труд он не уславливался, а довольствовался тем, что давали, никогда не жалуясь. Хорошо вознаграждаемый литературным гонораром, он, любя угощаться, любил вместе с тем и угощать, владел замечательной способностью терять деньги, а уцелевшие раздавать тем, кто в них нуждался; он даже нарочно искал нуждавшихся в них и беззаветно навязывал свои грошовые избытки там, где слышал жалобу, подозревал молчаливую нужду. Умер он без гроша в кармане и, умирая, имел полное право выговорить пользовавшему ему врачу: «Припоминая всё моё прошлое, я ни в чём не могу упрекнуть себя».
Политика мало занимала Якушкина. К литературным направлениям он относился с полным индифферентизмом и во все редакции входил с одинаковым добродушием, не обращая внимания на их взаимную вражду. Смена и назначение новых должностных лиц в России не радовали и не печалили его: он махал рукой и говорил: «Это всё едино». Формы правления для него были безразличны: «Как народ похочет, так и устроится», — говорил он. Все симпатии Якушкина были на стороне рабочих людей, особенно батраков, фабричных, вообще голытьбы, которую, по его словам, «хозяева заморить готовы, и могут заморить, если те сами в свой разум не придут и не узнают, как они нужны». Идеалом общественного устройства была в его воображении гигантская артель, вмещающая в себя всю Россию.

## Известность и преследования

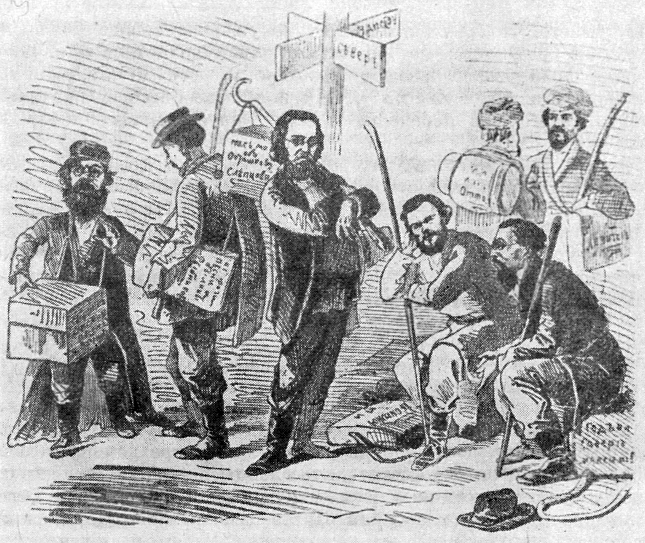
Калики перехожие. Участники этнографических экспедиций конца 1850-х и начала 1860-х гг. Карикатура «Искры» (1864, № 9). На переднем плане: П. И. Якушкин, П. Н. Рыбников, В. А. Слепцов, И. И. Южаков, С. В. Максимов. На заднем плане: И. Л. Отто и А. И. Левитов.

Подслушанные и записанные Якушкиным песни поступили в богатое собрание П. В. Киреевского, который не успел их издать при жизни, но перед смертью выразил желание, чтобы подбор песен и окончательная их редакция были произведены как по праву, так и по силе глубокого знания Якушкина. Случилось же не так. Наследник Киреевского передал это дело Бессонову. Огорчённый отказом и получивший удар в самую чувствительную сторону сердца, Якушкин приехал в Петербург и посетовать на свою неудачу, которая казалась ему самой большой неудачей целой жизни, и по возможности выйти из своего обидного, с трудом выносимого им положения. Кроткий по натуре до самопожертвования, незлобивый до оригинальности, он прибегнул и на этот раз к мерам, казавшимся для него наиболее достойными и безобидными. Ему удалось составить свой независимый отдельный песенный сборник при помощи личных воспоминаний и его замечательной памяти и при содействии друзей и знакомых. Редакция «Отечественных записок» гостеприимно отвела у себя этому сборнику место, и Якушкин успокоился, сочтя эту задачу для себя оконченной. И лишь для очистки совести счёл нужным разъяснить это дело читающей публике в полемической статье, напечатанной в журнале «Библиотека для чтения».
Якушкин прибыл в Петербург в 1858 году, в разгар тогдашнего возбуждения, в котором большую роль занимало ожидаемое освобождение крестьян. Якушкин, как известный уже народолюбец и этнограф, был радушно встречен в литературных кружках и стал писать кое-что для «Искры», «Библиотеки для чтения», «Отечественных записок» и других журналов. Эти литературные занятия на продолжительное время задержали его в Петербурге. Он уезжал из Петербурга на короткое время и снова возвращался сюда в кружки людей, хорошо ознакомившихся с ним, оценивших его самобытный, неподдельный талант, честность и прямую душу, которая умела высказываться и среди странностей его характера и оригинальности его взглядов на жизнь и её обстановку.
В это же время он сделался известным и столичной публике, имея возможность появляться на литературных чтениях и показываться на улицах в своём оригинальном костюме, где на него указывали как на человека, «обошедшего пешком всю Россию». Фотографические карточки его, сделанные очень удачно художником Берестовым, покупались десятками нарасхват и в народе выдавались за портреты Пугачёва, а в Париже, в Пале-Рояле, они продавались даже с подписью «Pougatsceuff».
1865 год был для Якушкина знаменательным в том отношении, что был последним в его свободной и самостоятельной жизни. В этот год он совершил свой обычный поход, приведший его в Нижний Новгород на время Макарьевской ярмарки, на которой был случайный съезд нескольких литераторов (П. М. Мельникова, В. П. Безобразова, И. А. Арсеньева, П. Д. Боборыкина и др.). По этому случаю тогдашний ярмарочный голова А. П. Шипов, человек образованный, известный своей разносторонней общественной деятельностью и глубокими симпатиями к литературе и к экономическим наукам и сам будучи автором многих учёных трактатов, устроил большой обед по подписке, в котором приняли участие именитые купцы и приезжие на обед литераторы. В числе обедающих был и Якушкин. Подпивши, он сделал во время речи В. П. Безобразова резкое замечание мешавшему речи стуком ложки И. А. Арсеньеву. Затем он оборвал в буфете адъютанта, местного жандармского штаб-офицера Перфильева, тот пожаловался тогдашнему ярмарочному генерал-губернатору Огареву, представив Якушкина в виде опасного, смущающего народ агитатора.
Его арестовали и отправили в Петербург, а оттуда выслали в Орёл к матери. Молчаливый и невинный страдалец сознавал, что своими слабостями он мог причинять только досады нежно любимой им матери. Поэтому, пробыв недолго в Орле, он взмолился друзьям своим: «Избавьте мать от меня! Сколько я могу понимать, хотели высылкой сюда наказать меня, но наказали мать. Войдите же в положение ни в чём не повинной, честной и доброй старушки, обязанной видеть пред собой ежедневно потерянного сына». Прошение его, поданное начальству об этом предмете, было уважено: он был переведён из Орловской губернии в Астраханскую. Здесь он проживал под административным надзором в Красном Яре и Енотаевске. Здоровье его было крайне расстроено и полной всяких невзгод и потрясений страннической, бесприютной жизнью, и излишним пристрастием к чарочке. Относительно последнего обстоятельства он мог смело заявить, что споил его не кто иной, как сам народ в бесчисленных кабаках Российской империи, где он записывал песни, которые трудно бывало выудить у русского человека без чарочки водки, но нельзя было также только поить, а не пить самому, становясь с мужиками на равную ногу. Это скоро обратило Якушкина в неизлечимого алкоголика и сделало героем разных анекдотических чудачеств.
В 1871 году Якушкину было позволено переехать в один из уездных городов Самарской губернии. Приехав в Самару, он заболел возвратным тифом и лёг в городскую больницу, где и скончался 8 января следующего года на руках известного писателя-публициста и врача В. О. Португалова. Умер Якушкин с той добродушной беспечностью, с какой прожил всю забубённую жизнь свою, с любимой песенкой на устах: «Мы и петь будем, и играть будем, А смерть придет, умирать будем!»

## Литературная деятельность
Литературная деятельность Якушкина распадается на два периода. В первом он является лишь собирателем народных песен. Песни эти первоначально печатались в «Летописях русской литературы и древности» (1859), в сборнике «Утро» (1859) и в «Отечественных записках» (1860). Отдельно они были изданы: 1) в 1860 году под заглавием: «Русские песни, собранные П. Якушкиным», и 2) в 1865 году под заглавием: «Народные русские песни из собрания П. Якушкина». Сборники эти в своё время были приветствованы всей литературой и оценены по достоинству.
Самостоятельная же беллетристическая деятельность Якушкина началась в конце пятидесятых годов рядом путевых писем из Новгородской и Псковской губерний, из Устюжского уезда и из Орловской, Черниговской, Курской и Астраханской губерний, печатавшихся в различных повременных изданиях, начиная с 1859 года и в 1861 году (лишь путевые письма из Астраханской губернии были напечатаны в «Отечественных записках» значительно позднее, а именно в 1868 и 1870 годах). В 1863 году был напечатан в «Современнике» рассказ «Велик Бог земли русской»; затем появились «Бунты на Руси», очерк I — в «Современнике» 1866 г., очерк II — в «Отечественных записках» 1868 г.; «Небывальщина» — в «Современнике» 1865 г. и в «Искре» за 1864—1865 гг.; «Прежняя рекрутчина и солдатская жизнь» — в прибавлении к «Русскому инвалиду» 1864 г.; «Мужицкий год» — в «Искре» 1866 г. и «Из рассказов о крымской войне» — в «Современнике» 1864 г. Ему же принадлежит статья: «Почему в „Обрыве“ обруган нигилист, а не нигилистка» («Искра», 1870 г., № 16).
«Произведения Якушкина, — говорит Скабичевский, — представляют ряд фотографий, целиком снятых с действительности во время многочисленных странствий его по лицу земли русской, носят поэтому характер случайных наблюдений, наскоро записанных в памятную книжку и затем получивших спешную литературную обработку. Тем не менее они драгоценны тем, что предполагают совершенно иное отношение к народу, чем какое было до их появления. Здесь вы видите уже не идеализацию народа и не глумление над ним, а объективное и беспристрастное отношение наблюдателя, глубоко постигшего народную жизнь и народное миросозерцание, его живую душу. При всей случайности наблюдений изображаемые факты поражают вас своей характерностью и типичностью, и в одном этом уменье схватывать и передавать существенное обнаруживается перед вами знаток народной жизни. Вы не найдете здесь каких-либо замечательных характеров и оригинальных мужицких типов; зато отлично рисуется то, что тщетно вы будете искать в беллетристике из народного быта 40-х годов, — а именно собирательный голос народа, сливающийся в общем хоре крестьянского мира. Язык выводимых Якушкиным мужиков идеально безукоризнен, без малейшего следа утрировки или же выражений слишком интеллигентно-литературных для мужика. Одним словом, с Якушкина беллетристика из народного быта выступает на совершенно новую почву, и он стоит во главе этого поворота, если не представителем его, то во всяком случае первым пионером».
По содержанию своему рассказы Якушкина носят исключительно общественный характер, соответствующий злобе дня и великим событиям. Так, в рассказе «Велик Бог земли русской» собраны факты народной жизни, слухи и разговоры, предшествовавшие крестьянской реформе и возбуждённые её ожиданием; в рассказе «Крестьянские бунты» изображаются недоразумения и смуты, какие последовали после эмансипации; в рассказе «Чисти зубы, а не то мужиком назовут» изображено влияние на крестьян бюрократическо-полицейских порядков, в какие облечено данное им после освобождения самоуправление, и т. д.

## Память
- Станция Якушка названо в честь русского писателя-фольклориста Павла Якушкина[5].

## Сочинения
- Путевые письма из Новгородской и Псковской губернии Павла Якушкина. Архивная копия от 18 августа 2021 на Wayback Machine - Санкт-Петербург : Д.Е. Кожанчиков, 1860. - [2], 204 с.; 20.
- Русские народные песни, собранные П.И. Якушкиным / [Предисл.: Ф. Буслаев]. - [Москва] : тип. В. Грачева и К°, ценз. 1860. - 89 с.; 23
- Народные русские песни из собрания П. Якушкина. Архивная копия от 18 августа 2021 на Wayback Machine - Санкт-Петербург : тип. А.А. Краевского, 1865. - 288 с.
- Бывалое и небывальщина Архивная копия от 18 августа 2021 на Wayback Machine / [Соч.] Павла Якушкина. - Санкт-Петербург : В.Б. Генкель, 1867. - 208 с.
- Сочинения П. И. Якушкина : с его биографией и товарищескими о нём воспоминаниями. — СПб.: Издание Вл. Михневича, 1884. — 709 с.
- Собрание народных песен П. В. Киреевского: Записи П. И. Якушкина. В 2 томах. — Л.: Наука, 1983—1986. — 672 с.
  - Собрание народных песен П. В. Киреевского: Записи П. И. Якушкина / Отв. ред. А. А. Горелов; Подготовка текстов, вступ. статья и коммент. З. И. Власовой; Институт русской литературы (Пушкинский Дом) АН СССР. — Л.: Наука. Ленингр. отд-ние, 1983. — Т. 1. — 344, [4] с. — (Памятники русского фольклора). — 16 900 экз.
  - Собрание народных песен П. В. Киреевского: Записи П. И. Якушкина / Отв. ред. А. А. Горелов; Подготовка текстов, предисл., коммент. З. И. Власовой; Статья и музыкальное приложение М. А. Лобанова; Институт русской литературы (Пушкинский Дом) АН СССР. — Л.: Наука. Ленингр. отд-ние, 1986. — Т. 2. — 328 с. — (Памятники русского фольклора). — 42 000 экз.
- Сочинения. — М.: Современник, 1986. — 592 с. — 100 000 экз.